# Les Paul

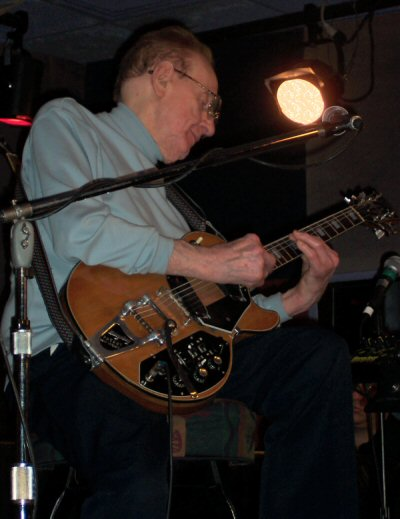
Les Paul (2004)

Les Paul (* 9. Juni 1915 in Waukesha, Wisconsin, USA; † 12. August 2009 in White Plains, New York; eigentlich Lester William Polsfuss) war ein US-amerikanischer Gitarrist, der wesentlich an der Entwicklung moderner Aufnahmetechniken beteiligt war, indem er Pionierarbeit im Bereich des „Multitrack Recordings“ und zahlreicher Echo- bzw. Halleffekte leistete. Außerdem war er maßgeblich an der Weiterentwicklung der elektrischen Gitarre beteiligt; die von ihm entworfene und von der Firma Gibson gebaute Solidbody-E-Gitarre zählt zu den berühmtesten Modellen überhaupt und wird nach ihm Gibson Les Paul genannt.

## Biografie

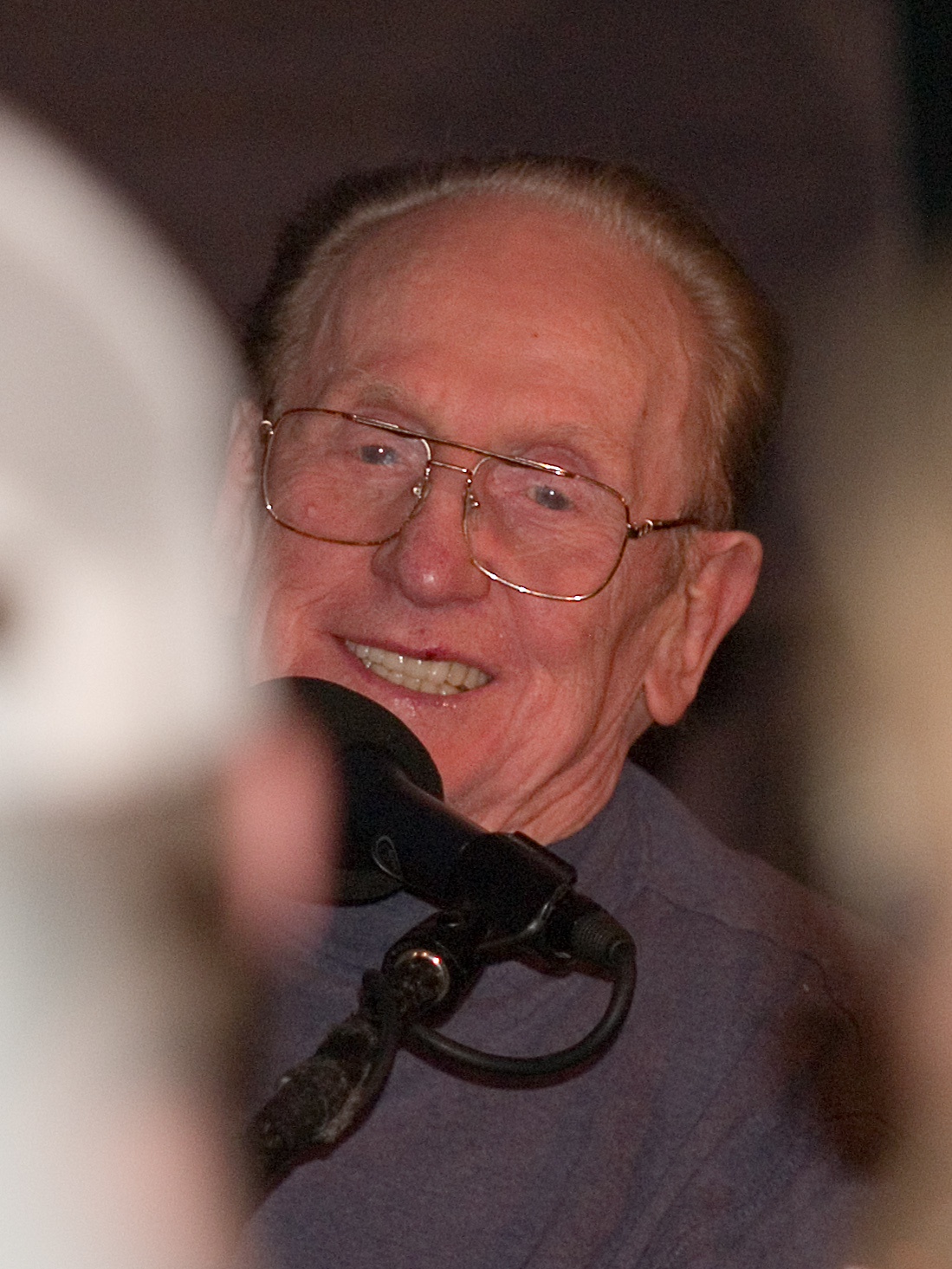
Les Paul, New York (2008)

Les Paul wurde am 9. Juni 1915 in der Stadt Waukesha im US-Bundesstaat Wisconsin als Lester William Polsfuss geboren, später vereinfachte die Familie den Namen zu Polfus. Seine Eltern waren George und Evelyn Polsfuss. Les Pauls Interesse an Musik begann etwa im Alter von acht Jahren, als er mit dem Spielen der Mundharmonika begann. Sein nächstes Instrument war das Banjo, aber er wechselte schon bald zur Gitarre. Bereits mit 13 Jahren trat er halbprofessionell als Country-Musik-Gitarrist auf. Etwa zur gleichen Zeit betätigte sich der junge Les Paul auch schon als Elektronikbastler, der Mikrofone und Plattenspieler auseinanderschraubte, um zu sehen, wie sie funktionierten, und anschließend mit Hilfe von Fachbüchern aus der Stadtbücherei einen Verstärker für seine Gitarre und ein einfaches Aufnahmegerät baute. Mit 17 spielte er in der Countryband Rube Tronson’s Cowboys. Kurze Zeit später verließ er die High School, um der Wolverton’s Radio Band in St. Louis beizutreten.
In den 1930er Jahren arbeitete Les Paul in Chicago für einen lokalen Radiosender, wo er Jazzmusik spielte. Seine beiden ersten Schallplatten erschienen im Jahr 1936. Eines der Alben wurde unter dem Pseudonym Rhubarb Red veröffentlicht, ein Name, unter dem Les Paul Hillbilly-Musik spielte. Auf dem zweiten Album war Les Paul als Mitglied der Begleitband der Blueskünstlerin Georgia White zu hören.
Unzufrieden mit der Qualität elektrischer Gitarren, wie sie Mitte der 1930er Jahre erhältlich waren, begann Les Paul eigene Instrumente zu entwerfen. 1934 erteilte er den Instrumentenbauern Larson Brothers in Chicago zu deren Erstaunen den Auftrag, eine Gitarre ohne F-Löcher zu bauen. Die Firma wies Les Paul darauf hin, dass ein solches Instrument die Schallresonanzen nicht weiterleiten würde. Das war allerdings exakt das, was Les Paul beabsichtigte. Das Instrument sollte nicht vibrieren, um bei der elektrischen Verstärkung gegen den Effekt der Rückkopplung unempfindlich zu sein. Les Paul versah die Gitarre mit zwei von ihm konstruierten Tonabnehmern.
1938 zog Paul nach New York und bekam einen Job in der Radiosendung Fred Waring’s Pennsylvanians. 1943 zog Paul nach Hollywood und gründete dort ein Trio. Als Last-Minute-Ersatz für Oscar Moore spielte Paul mit Nat King Cole und anderen Musikern beim „Jazz at the Philharmonic“ Konzert in Los Angeles am 2. Juli 1944. Im selben Jahr trat er mit seinem Trio in der Radioshow von Bing Crosby auf. Crosby finanzierte anschließend die Aufnahmeexperimente von Les Paul. Paul und Crosby nahmen auch gemeinsame Titel auf und hatten 1945 sogar einen Nummer-1-Hit mit dem Stück It’s Been a Long, Long Time. Neben der Arbeit als Begleit-Band für Crosby und Künstler wie die Andrews Sisters nahm Pauls Trio auch eine Reihe von eigenen Alben in den späten 1940er Jahren auf.
1941 entwarf und baute Les Paul den Prototyp der Solidbody-E-Gitarren, die später weltweite Berühmtheit erlangen sollten. Er nutzte dafür die Räumlichkeiten und Werkzeuge der Firma Epiphone, die ihm ihre Fabrikräume sonntags zur Verfügung stellte. Das Instrument erhielt von ihm den Spitznamen „The Log“ (deutsch: Holzklotz), da der Korpus der Gitarre ein schlichter, etwa 10 cm mal 10 cm dicker Holzblock war, an welchem Les Paul Tonabnehmer, Steg und einen normalen Gitarrenhals anbrachte. Das löste seine zwei Hauptprobleme: Rückkopplung, weil der akustische Körper nicht mehr mit dem elektrisch verstärkten Ton mitschwang und nachhallte, und Sustain (lang anhaltender Ton), weil die Energie der Saiten nicht mehr durch die Tonerzeugung im Korpus aufgebraucht wurde. Nach negativen Publikumsreaktionen wegen des ungewöhnlichen Aussehens dieser Gitarre zerteilte Paul eine seiner Epiphone-Gitarren der Länge nach und verschönerte seinen „Klotz“ mit den Korpushälften.
1944 wirkte Les Paul mit seinen Musikern in dem Musicalfilm Sensations of 1945 mit. Mitte der 1940er Jahre bot Paul sein „Log“-Design der Firma Gibson an. Diese zeigte sich allerdings zunächst wenig begeistert vom Konzept einer Solid-Body-Gitarre und erst Anfang der 1950er Jahre kam es zur Zusammenarbeit. 1952 brachte man das Les Paul-Modell auf den Markt.

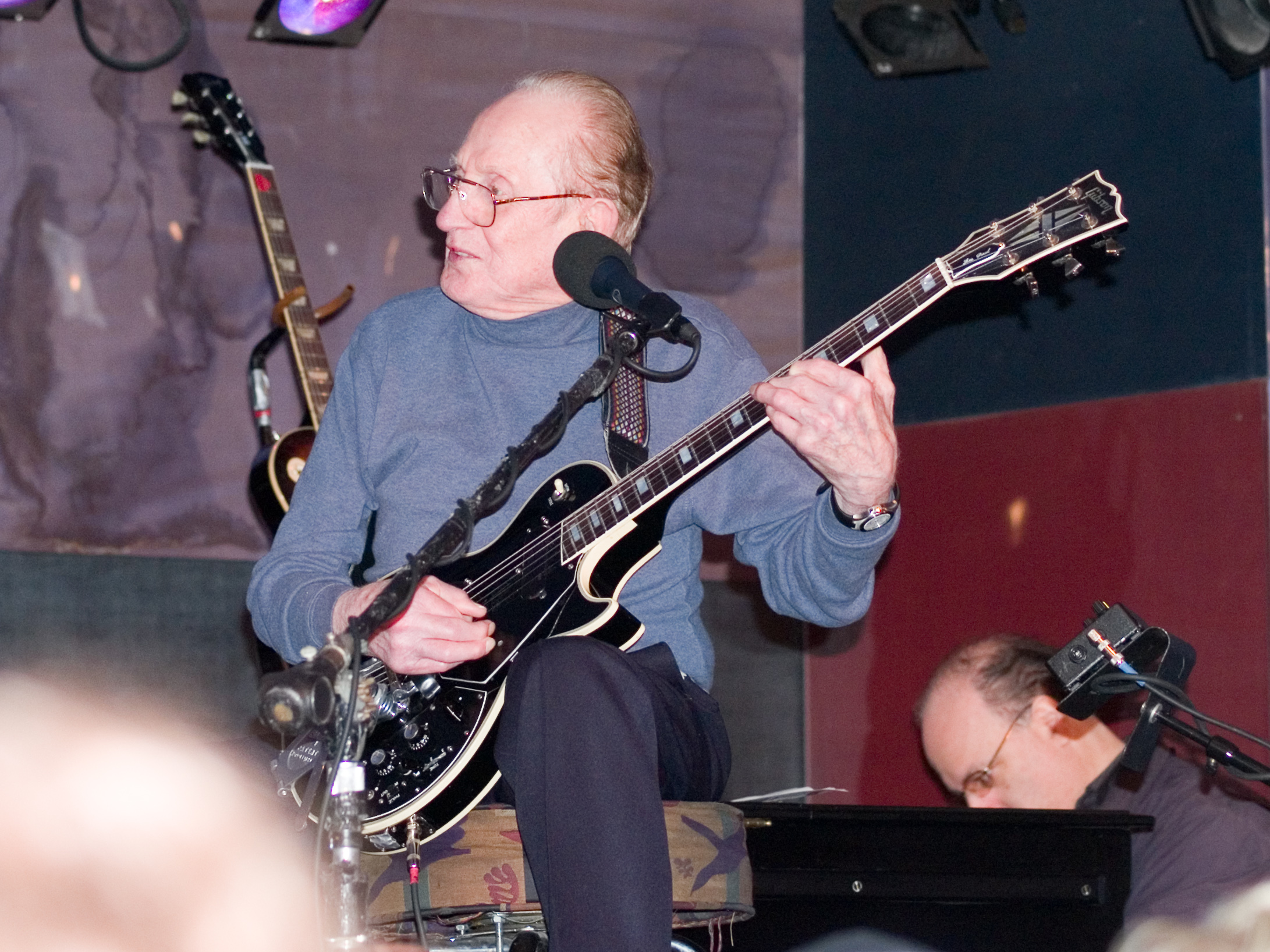
Les Paul, New York (2008)

1947 veröffentlichte Capitol Records eine Aufnahme, die als Experiment in der Garage von Paul begonnen hatte. Der Titel war Lover (When You’re Near Me), und Les Paul spielte auf dieser Aufnahme acht unterschiedliche E-Gitarren-Parts. Es war das erste Mal, dass das Multi-Tracking-Verfahren bei einer Aufnahme zum Einsatz kam. Diese Aufnahmen wurden nicht mit magnetischen Disks, sondern mit Wachs-Disks produziert. Paul nahm einen Track auf einer Disk auf und überspielte diesen mit einem neuen Part, was wiederum aufgenommen wurde. Er machte somit Multi-Track-Aufnahmen mit übereinander gelegten Parts, statt sie parallel zu spielen, wie er es später machte.
Im Januar 1948 erlitt Les Paul durch einen Autounfall in Oklahoma schwere Verletzungen an seinem rechten Arm und an seinem Ellenbogen, dessen Beweglichkeit nicht wiederhergestellt werden konnte. Paul wies die Chirurgen an, seinen Arm in einer Position zu richten, die es ihm ermöglichen würde, eine Gitarre zu halten und zu spielen. Es dauerte anderthalb Jahre, bis Paul wiederhergestellt war.
1949 heiratete er seine Freundin, die Sängerin Iris Colleen Summers, für die er den Künstlernamen Mary Ford aussuchte und mit der er in den 1950er Jahren eine Reihe von sehr erfolgreichen Schallplatten aufnahm. Zu ihren größten Hits gehörten die Titel How High the Moon und The World Is Waiting for the Sunrise. Das Besondere an diesen Aufnahmen war der Einsatz technischer Effekte wie des Overdubbings und des Tapedelays, die größtenteils von Paul selbst entwickelt wurden. Les Paul, der sich auch mit Gitarrenkonstruktion (die Gibson Les Paul ist nach ihm benannt) und Aufnahmetechnik befasste, entwickelte ein Nachhallverfahren, das auf seiner am 4. Januar 1951 zuhause eingespielten Aufnahme von How High the Moon erstmals zu hören ist und seitdem zu den üblichen Soundeffekten der Aufnahmetechnik gehört. Er legte bei How High the Moon insgesamt acht identische Tracks mit zeitlicher Verzögerung übereinander, wobei er eine Degeneration der Qualität in Kauf nehmen musste. Pauls Version kam am 23. März 1951 in die Hitparade, wo sie 25 Wochen verweilte und neun Wochen auf Platz eins blieb. Kein anderes Duett verharrte für neun Wochen auf dem ersten Rang der US-Charts. Seine Version erreichte auch als erste Aufnahme eines weißen Interpreten Rang eins der Rhythm-&-Blues-Hitparade. Les Pauls Version verkaufte 1,5 Millionen Exemplare. Der musikalische Erfolg brachte Les Paul und Mary Ford eine eigene Fernsehshow ein, die unter dem Namen The Les Paul and Mary Ford at Home Show von 1953 bis 1960 erfolgreich im US-Fernsehen lief.
Im Jahre 1954 fuhr Paul mit der Entwicklung seiner Erfindungen fort, als er die Firma Ampex auf eigene Kosten beauftragte, einen 8-Spur-Bandrekorder zu bauen. Seine Idee, später unter dem Namen „Sel-Sync“ bekannt, bei dem ein Aufnahmekopf eine neue Spur aufnehmen und gleichzeitig zuvor aufgenommene Spuren abspielen konnte, war richtungsweisend für die Zukunft der Mehrspuraufnahmetechnik. Bei diesem Vorgang musste als Wiedergabekopf vorübergehend der Aufnahmekopf benutzt werden, der dann Taktkopf (TK) oder Sync-Kopf (Sel-sync) genannt wurde.
In den späten 1960er Jahren zog sich Paul mehr und mehr aus dem Musikgeschäft zurück, obwohl er ab und zu ins Aufnahmestudio zurückkehrte, so zum Beispiel für das Album Lester and Chester mit Chet Atkins. 1964 ließ er sich von Mary Ford scheiden, die den nomadischen Lebensstil nicht mehr aushielt, den sie geführt hatten.
1978 wurden Les Paul und Mary Ford mit der Aufnahme in die „Grammy Hall of Fame“ geehrt. 1983 erhielt er den Grammy Trustees Award als Auszeichnung für sein Lebenswerk. 1988 wurde Paul in die „Rock and Roll Hall of Fame“ aufgenommen. Die Laudatio hielt Jeff Beck, der zugab: „I’ve copied more licks from Les Paul than I’d like to admit.“ („Ich habe mehr Licks von Les Paul kopiert als ich zugeben möchte.“) Im selben Jahr wurde Les Paul mit dem SEAMUS Lifetime Achievement Award ausgezeichnet. Im Mai 2005 – kurz vor seinem 90. Geburtstag – folgte die Aufnahme in die „National Inventors Hall of Fame“ für die Entwicklung der Solid-Body-E-Gitarre.
Seit 1995 trat Les Paul wöchentlich im Iridium Jazz Club am Broadway in New York auf. Oft erwähnte er bei seinen Auftritten: „Wenn ich mich den Leuten vorstelle, sind sie stets überrascht festzustellen, dass ich keine Gitarre bin und auch nicht tot!“.
2005 erschien das Album Les Paul & Friends: American Made, World Played, die der 91-Jährige im Duett mit vielen anderen berühmten Gitarristen wie Eric Clapton, Jeff Beck, Peter Frampton und Richie Sambora aufnahm. Für dieses Album wurde er 2006 mit zwei weiteren Grammys ausgezeichnet, in der Kategorie „Best Pop Instrumental Performance“ für den Titel Caravan sowie in „Best Rock Instrumental Performance“ für den Titel 69 Freedom Special.
Am 13. August 2009 erlag Les Paul im Alter von 94 Jahren in einem New Yorker Krankenhaus den Folgen einer Lungenentzündung.
Der Rolling Stone listete Paul 2011 auf Rang 18 der 100 größten Gitarristen aller Zeiten. In einer Liste aus dem Jahr 2003 hatte er Rang 46 belegt.

## Diskografie

### Alben

Paul & Mary Ford – How High the Moon

| Jahr | Titel                                           | Höchstplatzierung, Gesamtwochen, AuszeichnungChartplatzierungen (Jahr, Titel, Platzierungen, Wochen, Auszeichnungen, Anmerkungen) | Höchstplatzierung, Gesamtwochen, AuszeichnungChartplatzierungen (Jahr, Titel, Platzierungen, Wochen, Auszeichnungen, Anmerkungen) | Anmerkungen                     |
| Jahr | Titel                                           | DE | US | Anmerkungen                     |
| ---- | ----------------------------------------------- | --- | --- | ------------------------------- |
| 1951 | The New Sound!                                  | — | US5 (17 Wo.)US |                                 |
| 1951 | New Sound Vol. 2                                | — | US3 (47 Wo.)US | mit Mary Ford                   |
| 1952 | Bye Bye Blues!                                  | — | US2 (19 Wo.)US | mit Mary Ford                   |
| 1953 | The Hit Makers!                                 | — | US10 (1 Wo.)US | mit Mary Ford                   |
| 1954 | Today’s Top Hits Vol. 12                        | — | US14 (2 Wo.)US | mit Mary Ford und Nat King Cole |
| 1954 | I’m a Fool to Care                              | — | US15 (2 Wo.)US | mit Mary Ford                   |
| 1954 | Les Paul and Mary Ford                          | — | US7 (12 Wo.)US | mit Mary Ford                   |
| 1955 | Les and Mary                                    | — | US10 (8 Wo.)US | mit Mary Ford                   |
| 1976 | Chester and Lester                              | — | US172 (5 Wo.)US | mit Chet Atkins                 |
| 2005 | Les Paul & Friends: American Made, World Played | DE38 (4 Wo.)DE | US152 (2 Wo.)US |                                 |

grau schraffiert: keine Chartdaten aus diesem Jahr verfügbar
Weitere Alben
- The Les Paul Trio
- Swingin’ South
- Lover’s Luau
- Warm and Wonderful
- New Sound
- Hits of Les and Mary
- Les Paul Now!

### Singles
| Jahr | Titel Album                              | Höchstplatzierung, Gesamtwochen/‑monate, AuszeichnungChartplatzierungen (Jahr, Titel, Album, Platzierungen, Wochen/Monate, Auszeichnungen, Anmerkungen) | Höchstplatzierung, Gesamtwochen/‑monate, AuszeichnungChartplatzierungen (Jahr, Titel, Album, Platzierungen, Wochen/Monate, Auszeichnungen, Anmerkungen) | Höchstplatzierung, Gesamtwochen/‑monate, AuszeichnungChartplatzierungen (Jahr, Titel, Album, Platzierungen, Wochen/Monate, Auszeichnungen, Anmerkungen) | Anmerkungen                                      |
| Jahr | Titel Album                              | DE | UK | US | Anmerkungen                                      |
| ---- | ---------------------------------------- | --- | --- | --- | ------------------------------------------------ |
| 1945 | It’s Been A Long, Long Time –            | — | — | US1 (13 Wo.)US | mit Mary Ford                                    |
| 1946 | Rumors Are Flying –                      | — | — | US6 (8 Wo.)US | mit Mary Ford                                    |
| 1950 | Nola –                                   | — | — | US9 (17 Wo.)US | mit Mary Ford                                    |
| 1950 | Goofus –                                 | — | — | US21 (2 Wo.)US | mit Mary Ford                                    |
| 1951 | Tennessee Waltz –                        | — | — | US8 (14 Wo.)US | mit Mary Ford                                    |
| 1951 | Little Rock Getaway –                    | — | — | US24 (3 Wo.)US | mit Mary Ford                                    |
| 1951 | How High the Moon –                      | — | — | US1 (25 Wo.)US | mit Mary Ford                                    |
| 1951 | Mockin’ Bird Hill –                      | — | — | US3 (24 Wo.)US | mit Mary Ford                                    |
| 1951 | Josephine –                              | — | — | US12 (12 Wo.)US | mit Mary Ford                                    |
| 1951 | World is Waiting For the Sunrise –       | — | — | US3 (16 Wo.)US | mit Mary Ford                                    |
| 1951 | Whispering –                             | — | — | US7 (15 Wo.)US | mit Mary Ford                                    |
| 1951 | Just One More Chance –                   | — | — | US12 (10 Wo.)US | mit Mary Ford                                    |
| 1951 | Jazz My Blues –                          | — | — | US23 (1 Wo.)US | mit Mary Ford                                    |
| 1951 | Jingle Bells –                           | — | — | US20 (4 Wo.)US | mit Mary Ford                                    |
| 1952 | Tiger Rag –                              | — | — | US6 (10 Wo.)US | mit Mary Ford                                    |
| 1952 | Carioca –                                | — | — | US17 (9 Wo.)US | mit Mary Ford                                    |
| 1952 | I’m Confessin’ –                         | — | — | US20 (5 Wo.)US | mit Mary Ford                                    |
| 1952 | In the Good Old Summertime –             | — | — | US28 (3 Wo.)US | mit Mary Ford                                    |
| 1952 | Smoke Rings –                            | — | — | US19 (7 Wo.)US | mit Mary Ford                                    |
| 1952 | Meet Mr. Callaghan –                     | — | — | US5 (14 Wo.)US | mit Mary Ford                                    |
| 1952 | Take Me in Your Arms and Hold Me –       | — | — | US19 (2 Wo.)US | mit Mary Ford                                    |
| 1952 | Lady of Spain –                          | — | — | US17 (8 Wo.)US | mit Mary Ford                                    |
| 1952 | My Baby’s Coming Home –                  | — | — | US11 (7 Wo.)US | mit Mary Ford                                    |
| 1952 | Bye, Bye Blues –                         | — | — | US11 (5 Wo.)US | mit Mary Ford                                    |
| 1953 | I’m Sitting On Top Of the World –        | — | — | US14 (4 Wo.)US | mit Mary Ford                                    |
| 1953 | Vaya Con Dios –                          | DE3 (4 Mt.)DE | UK7 (4 Wo.)UK | US1 (31 Wo.)US | mit Mary Ford in Deutschland erst 1954 platziert |
| 1954 | I Really Don’t Want to Know –            | — | — | US19 (4 Wo.)US | mit Mary Ford                                    |
| 1954 | I’m a Fool to Care –                     | — | — | US11 (13 Wo.)US | mit Mary Ford                                    |
| 1954 | Whither Thou Goest –                     | — | — | US14 (9 Wo.)US | mit Mary Ford                                    |
| 1955 | Hummingbird –                            | — | — | US8 (10 Wo.)US | mit Mary Ford                                    |
| 1955 | Amukiriki (The Lord Willing) –           | — | — | US38 (10 Wo.)US | mit Mary Ford                                    |
| 1955 | Magic Melody –                           | — | — | US96 (2 Wo.)US | mit Mary Ford                                    |
| 1956 | Texas Lady –                             | — | — | US91 (2 Wo.)US | mit Mary Ford                                    |
| 1956 | Moritat (Theme From Three Penny Opera) – | — | — | US49 (12 Wo.)US |                                                  |
| 1956 | Nuevo Laredo –                           | — | — | US91 (1 Wo.)US | mit Mary Ford                                    |
| 1957 | Cinco Robles (Five Oaks) –               | — | — | US35 (14 Wo.)US | mit Mary Ford                                    |
| 1958 | Put A Ring On My Finger –                | — | — | US32 (10 Wo.)US | mit Mary Ford                                    |
| 1961 | Jura (I Swear I Love You) –              | — | — | US37 (10 Wo.)US | mit Mary Ford                                    |

grau schraffiert: keine Chartdaten aus diesem Jahr verfügbar
Weitere Singles
- Lover (When You’re Near Me)
- How High the Moon
- Bye Bye Blues
- I’m Sitting on Top of the World